# Солодкі сни (роман Фрейна)
«Солодкі сни» (англ. Sweet Dreams) — науково-фантастичний роман англійського письменника Майкла Фрейна, вперше надрукований 1973 року.

## Сюжет
У книзі розповідається про інтелектуала середнього класу Говарда Бейкера, який помирає й потрапляє в інтелектуальну версію раю середнього класу, де він і його коло друзів-інтелектуалів із середнього класу займаються проектуванням Альп і створенням людини. Говард проходить ряд більш-менш банальних філософських позицій, перш ніж нарешті почати працювати на Бога.